# 效应细胞
在细胞生物学中，效应细胞可以是各种类型的细胞，它们对刺激做出积极反应并产生一些变化。
效应细胞的例子包括：
- 能够对传出神经纤维末端刺激做出反应的肌肉、腺体或器官细胞
- 浆细胞，免疫系统中的效应B细胞
- 效应T细胞，对刺激做出主动反应的T细胞
- 细胞因子诱导的杀伤细胞，能够裂解肿瘤细胞的细胞毒性效应细胞[1]
- 小胶质细胞，一种神经胶质效应细胞，可在骨髓移植后重建中枢神经系统[2]
- 成纤维细胞，一种最常见于结缔组织中的细胞
- 肥大细胞，参与哮喘发展的主要效应细胞